# 叙兹
叙兹（法語：Suze，法語發音：[syz]）是法国德龙省的一个市镇，位于该省中部，属于迪镇区。

## 地理
叙兹（44°45'34"N, 5°6'46"E）面积14.43 平方千米，位于法国奥弗涅-罗讷-阿尔卑斯大区德龙省，该省份为法国东南部内陆省份，北起顺时针与伊泽尔省、上阿尔卑斯省、上普罗旺斯阿尔卑斯省、沃克吕兹省和阿尔代什省接壤。
与叙兹接壤的市镇（或旧市镇、城区）包括：锡河畔乌斯特、热尔瓦讷河畔博福尔、科博讷、日戈尔和洛兹龙、米拉贝勒和布拉孔、热尔瓦讷河畔蒙克拉尔。

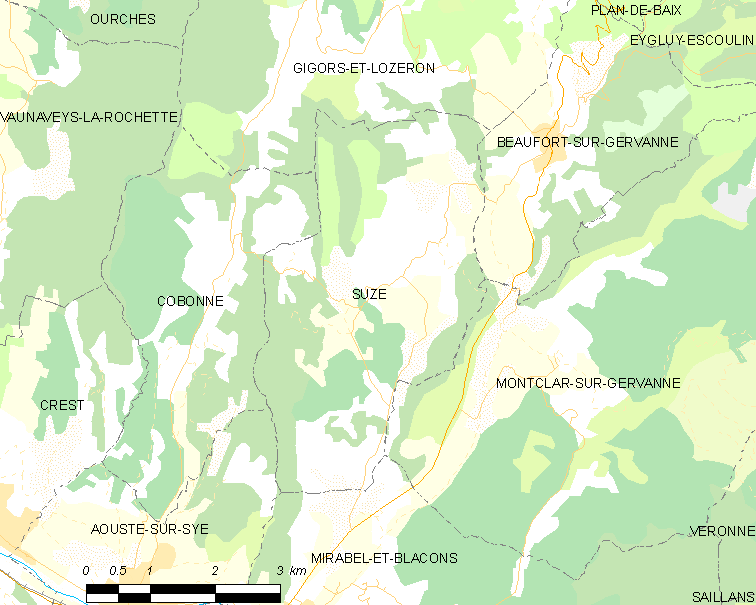
叙兹的OSM定位图

叙兹的时区为UTC+01:00、UTC+02:00（夏令时）。

## 行政
叙兹的邮政编码为26400，INSEE市镇编码为26346。

## 政治
叙兹所属的省级选区为克雷县。

## 人口

1962-2008年间叙兹人口变化图示

叙兹于2022年1月1日时的人口数量为247人。